# Одержимая дьяволом
«Одержимая дьяволом» (итал. Malabimba, англ. Malabimba — The Malicious Whore) — эротический фильм ужасов режиссёра Андреа Бьянки, снятый и вышедший на экраны в 1979 году. Сюжетная линия фильма перекликается с «Изгоняющим Дьявола» Уильяма Фридкина, только с большим уклоном в эротику.

## Сюжет
После смерти Даниэлы — главы некогда богатой аристократической семьи, в старинном родовом замке её родственниками проводится спиритический сеанс. Присутствующие пытаются связаться с душой недавно умершей родственницы, но им отвечает дух Лукреции Борджии — далёкого предка семьи. Во время спиритического сеанса дух Лукреции задувает свечи, бросает мебель, срывает одежду с участников сеанса. Дух пытается вселиться в монахиню Софию, живущую в замке и ухаживающую за парализованным Адольфо, который, в свою очередь, вместе со своим братом Андреа, — мужем умершей женщины, является владельцем замка. Дух пытается заставить Сестру Софию начать мастурбировать, но монахиня сдерживается. Тогда дух Лукреции вселяется в молодую девушку Бимбу — дочь Андреа и Даниэлы.

Следующим утром Андреа со своей матерью обсуждает переходный возраст Бимбы. Он настаивает на том, что дочери нужно заводить новые знакомства, а замок продать. Мать Андреа предлагает сыну жениться на Наис, — жене Адольфо, который парализован. Наис подслушивает конец разговора, входит в комнату и начинает проявлять внимание к Андреа. Вечером Бимба, одержимая духом, начинает приставать к мужчинам. Отец отправляет её в свою комнату. За Бимбой в её комнату отправляется Сестра София, чтобы успокоить девушку, но та начинает приставать и проявлять агрессию к монахине. Этой же ночью Наис приходит в комнату к Андреа и пытается его соблазнить. Бимба подглядывает за ними в окно, но её замечает София, которая прогуливается во дворе. Бимба кричит на монахиню и убегает в свою комнату. Наис возвращается в свою спальню, где её дожидается юрист Джорджио, они занимаются сексом. В это время Бимба у себя в комнате мастурбирует плюшевым медведем, затем рвёт его ножом и вставляет ему между ног свечу. После этого оставляет медведя в зале.

Сцена орального секса Бимбы со своим парализованным дядей. Примечательно, что в прокатной версии фильма в эту сцену были добавлены порнографические кадры.

На следующее утро Андреа встречает дочь в саду, где она сразу же начинает приставать к отцу. Он отталкивает её и, в недоумении, уходит. Этим же утром в доме устраивается банкет. Бимба называет всех собравшихся свиньями и задирает свою сорочку. После произошедшего в замок вызывают врача, он осматривает девушку и делает вывод, что у неё очень сложно проходит переходный возраст, а также что на её психическое состояние сильно повлияла смерть матери. Ночью Наис снова приходит в комнату к Андреа и соблазняет его, а Бимба вновь подглядывает за ними в окно. Под впечатлением Бимба отправляется в комнату к парализованному Адольфо и занимается с ним оральным сексом, во время которого тот умирает. После полового акта в комнату входит Сестра София, но Адольфо уже мёртв и монахиня не подозревает о причине, вызвавшей его смерть.
Днём позже на семейном совете встаёт вопрос о психическом здоровье Бимбы. Сестра София убеждает её отца, что поможет девушке. Спустя некоторое время Бимба мастурбирует у себя в комнате. К ней стучится монахиня, а после того, как Бимба ей не открывает, сестра вламывается в комнату и находит Бимбу плачущей в постели. Монахиня укладывает девушку спать, а сама остаётся рядом и тоже засыпает. Ночью Бимба просыпается, и выходит из комнаты, чтобы подглядеть за сексом Наис с отцом. За этим девушку застаёт София, но Бимба убеждает монахиню подглядывать вместе с ней. Долго смотреть монахиня отказывается и отводит девушку обратно в свою комнату. Бимба ложится в кровать, просит Софию остаться рядом с ней и соблазняет монахиню. После секса дух Лукреции переселяется в Софию. Для избавления от его власти монахиня бросается с крыши замка.

## Команда

### В ролях
| В ролях                  | Персонаж       |
| ------------------------ | -------------- |
| Кателл Лаеннек           | Бимба Кароли   |
| Патриция Вэблей[en]      | Наис           |
| Энцо Физикелла           | Андреа Кароли  |
| Джузеппе Мароччу         | Адольфо Кароли |
| Элиза Майнарди           | медиум         |
| Джанкарло Дель Дука      | Джорджио       |
| Пупита Леа Скудерони     | бабушка Бимбы  |
| Марианджела Джордано[en] | сестра София   |

### Съёмочная группа
- Режиссёр — Андреа Бьянки
- Продюсер — Габриель Кризанти
- Сценарист — Пьеро Реньоли
- Оператор — Франко Вилла
- Композиторы — Эльсио Манкузо, Берто Пизано
- Художник-постановщик — Джованни Фраталокки

## Стиль
Флавия Бризио-Сков заявила, что такие фильмы, как «Одержимая дьяволом», которые были частью волны фильмов, вдохновлённых «Изгоняющим дьявола», также находились под влиянием итальянских готических фильмов, в которых сексуально агрессивные женщины были смертельно опасными. Итальянский историк кино Роберто Курти отметил акцент фильма в сторону эротики, заявив, что «к 1979 году готические фильмы были гибридизированы с эротическими темами, которые обычно брали на себя повествование.»

## Производство
Сценаристом фильма «Одержимая дьяволом» выступил Пьеро Реньоли, который в 1970-х годах часто писал сценарии для эротических фильмов. Фильм был снял в Замке Пикколомини в Бальсорано. Марианджела Джордано рассказывала, что фильм снимался в марте 1979 года в течение двенадцати дней, работая «день и ночь в выходные дни». Она рассказывала, что заболела во время съёмок. Её возлюбленный на то время Габриэль Крисанти, который также являлся продюсером фильма, не взял на съёмки страховые полисы и Марианджела не пошла в больницу до конца съёмок. Размышляя о своей работе с Габриэлем над фильмами «Одержимая дьяволом», «Кровь в Венеции» и «Патрик ещё жив», Марианджела сказала, что «не должна была этого делать. Но я была влюблена в Габриэля, я бы сделала для него все, что угодно». На главную роль в фильме взяли девятнадцатилетнюю актрису Кателл Лаеннек, это единственный фильм в котором снялась девушка.

## Релиз
Первоначальная версия фильма, представленная Итальянскому Совету Цензоров, имела продолжительность 84 минуты и 45 секунд. По факту в кинотеатрах показывали более длинную версию фильма, в которой присутствовали порнографические сцены. Оператор фильма Франко Вилла утверждал, что он не снимал порнографических сцен, и те кадры, что попали в театральную версию фильма, были сняты не им. В широкий прокат в Италии фильм вышел 22 сентября 1979 года.

## Критика
В ретроспективном обзоре на сайте AllMovie Джейсон Бьюкенен говорит о фильме, что «это классика европейского аморального кино самого высокого калибра». Дэнни Шипка — автор книги о европейских эксплуатационных фильмах, описал фильм как «забавный и шокирующий» отметив, что в фильме сочетаются как эротика, так и хардкорные вставки.
Рецензент Сергей Меренков с сайта Cult-Cinema отозвался о фильме очень негативно, оценив фильм в одну звезду из пяти. Среди негативных сторон фильма автор называет очередное подражание фильму «Изгоняющий дьявола» Уильяма Фридкина, плохой сюжет: «Если относиться ко всей этой бредятине серьёзно, то можно и чердачком немного двинуться». А также лишние порнографические вставки которые «никоим образом не улучшают, но и не сильно ухудшают и без того плохую ленту, снятую без какого-либо задора, интереса или выдумки.»
Совсем другое мнение у критика с сайта oltretomba.net, он говорит, что режиссёр «вместе с композитором Берто Пизано сумел создать очень красивый визуальный ряд и мрачную атмосферу». Автор рецензии заключает: «Многие режиссёры пытались создавать порно-хорроры, но лишь единицам удавалось снять действительно достойные работы. И это одна из них… Настоящий шедевр эксплуатационного кино.» Рецензент в своём отзыве о игре актрисы Кателл Лаеннек, говорит что она сыграла «лучше, чем это бы сделали многие профессиональные актрисы.»

## Ремейк
В 1982 году в Италии был снят ремейк под названием «Куколка Сатаны» (итал. La bimba di Satana, англ. Satan's Baby Doll). Режиссёром фильма выступил Марио Бьянки — однофамилец Андреа Бьянки. В ремейке снялись некоторые актёры из оригинальной ленты: Марианджела Джордано опять сыграла роль монахини и Джанкарло Дель Дука в этот раз выступил в роли доктора.